# بن ترفرز
بن ترفرز (انگلیسی: Ben Treffers؛ زادهٔ ۱۵ اوت ۱۹۹۱) یک شناگر اهل استرالیا است.
از افتخارات وی میتوان به کسب مدال برنز ۵۰ متر کرال‌پشت در مسابقات جهانی ورزش‌های آبی ۲۰۱۵ اشاره کرد.